# El senyor Puntila i el seu criat Matti
El senyor Puntila i el seu criat Matti (alemany: Herr Puntila und sein Knecht Matti) és una comèdia èpica del dramaturg modernista alemany Bertolt Brecht. Fou escrita el 1940 i representada per primer cop el 1948. Ha estat traduïda al català per Feliu Formosa, Pilar Estelrich i Anna Soler i publicada per l'Institut del Teatre a Bertolt Brecht: Teatre complet III que inclou també les obres Vida de Galilei, La mare coratge i els seus fills i La bona persona de Sezuan.
La història descriu la relació del terratinent aristocràtic Puntila amb el seu servent Matti, així com amb la seva filla, Eva, qui vol casar-se amb un attaché. La mateixa Eva estima Matti i així Puntila ha de decidir si casarà amb la seva filla amb el seu conductor o amb un attaché, mentre que també tracta un problema de beguda.
En el seu assaig "Notes sobre l'obra popular" (escrit el 1940), Brecht adverteix que "l'actuació naturalista no és suficient en aquest cas" i recomana una aproximació a escenificació que es basa en la Commedia dell'Arte. La relació central entre el senyor Puntila i Matti, en què Puntila és càlid, amable i amorós quan està borratxo, però fred, cínic i punyent quan és sobri, es fa ressò de la relació entre el rodamón i el milionari a City Lights (1931) de Charles Chaplin. La dualitat del Sr. Puntila és un exemple de l'ús de Brecht del dispositiu literari, el personatge dividit. La obra també és una inspiració per a alguns dels personatges principals de Matru Ki Bijlee Ka Mandola de Vishal Bhardwaj.

## Personatges
| - Puntila, un terratinent - Eva, la seva filla - Matti, el seu xofer - El Cambrer - El jutge - L'adjunt - El Veterinari - Sly-Grog Emma - L'assistent del químic - La Lletera - El Telefonista - Un home gras | - Un peó - L'home de pèl vermell - L'home maliciós - Surkkala vermella - Els seus quatre fills - Laina, la cuinera - Fina, la donzella - L'Advocat - 'Parson - La dona de Parson - Llenyataires |

## Composició
L'obra de Brecht es basa en una altra del seu amfitrió durant el seu exili a Finlàndia - el dramaturg finlandès-estonià Hella Wuolijoki - anomenat La princesa de la serra, una traducció alemanya que va dictar Wuolijoki a Margarete Steffin durant l'agost de 1940. L'obra de Wuolijoki tenia l'estructura dramàtica d'una peça ben feta, que, va concloure Brecht, va dificultar la seva consolidació com a escriptora. El seu protagonista, Puntila (que es descriu com un "Dionís finlandès"), es basava en un cosí de l'antic marit de Wuolijoki anomenat Roope Juntula. Juntula s'havia compromès amb tres dones del poble i també havia conduït imprudentment el seu Buick a mitja nit per adquirir alcohol, tots dos episodis serien dramatitzats en la història de Brecht. Wuolijoki va suggerir una col·laboració amb Brecht en una inscripció per a una competició dirigida per la Lliga de Dramaturgs Finlandesos per una "obra popular", el termini final de la qual havia de caure a l'octubre. La portada de l'obra de Brecht la descriu com "una obra popular", que és "després de les històries i una obra de projecció de Hella Wuolijoki." Brecht va començar a treballar en la seva versió no aristotèlica de la història el 2 de setembre i va acabar un primer esborrany tres setmanes més tard. Juntament amb la transformació estructural de dramàtica a èpica, Brecht va descriure les seves principals tasques per tornar a treballar l'original de Wuolijoki com: "fer sortir la base farsa, desmantellar les discussions psicològiques de manera que per donar lloc a històries de la vida popular finlandesa o declaracions d'opinió, busqueu una forma teatral per a la contradicció del mestre/home i retorni al tema els seus aspectes poètics i còmics." Brecht va donar a la seva història un final desconcertant, en què Matti es resigna a la impossibilitat d'autèntiques relacions humanes a través de la divisió de la classe social, exceptuant les il·lusions intoxicades que proporciona l'alcohol. Va transformar el tractament de l'alcoholisme a partir d'un problema nacional pels finlandesos, com va ser dramatitzat a La princesa de la serra, a la seva presentació èpica com a aspecte de farsa de la lluita de classes. Wuolijoki va traduir l'obra de Brecht al finlandès per a la competició, però no va guanyar premi. Els dos autors van acordar que Wuolijoki pogués desenvolupar la versió finlandesa per a la seva producció a tota Escandinàvia (per la qual cosa va canviar el nom del protagonista "Johannes Iso-Heikkilä"), mentre que Brecht podia negociar actuacions en qualsevol altre lloc, on els drets d'autor es dividirien per igual entre ells.

## Història de la producció
La producció teatral de l'obra va esdevenir una prioritat per Brecht al seu retorn de l'exili el 1947; va ajudar a dirigir la seva estrena a la Schauspielhaus Zürich, on es va estrenar el 5 de juny de 1948, amb un disseny escènic de Teo Otto. Leonard Steckel va interpretar Puntila i Gustav Knuth va interpretar Matti.
Brecht va escollir Puntila per a la producció d'estrena de la primera temporada del Berliner Ensemble, la companyia de teatre de renom mundial que va fundar el 1949 a Alemanya de l'Est amb la seva dona, Helene Weigel. Brecht va codirigir aquesta producció amb Erich Engel; Puntila va ser interpretada inicialment per Leonard Steckel (com a la producció de Zuric), després pel còmic Curt Bois. El compositor Paul Dessau va escriure un muntatge musical per a les cançons d'aquesta producció, mentre Casper Neher dissenyava l'escenari. Brecht va introduir l'enllaç "Cançó de Puntila" i va decidir descoratjar l'empatia del públic envers Puntila mitjançant màscares de distanciament per ell i tots els personatges burgesos. Aquesta producció va ser vista per Wuolijoki.